# Unapologetic
Unapologetic är det sjunde studioalbumet av sångerskan Rihanna. Albumet släpps både i en standard edition och i en deluxe edition.

## Låtlista (Standard Edition)
1. Phresh Out The Runway (David Guetta, Giorgio Tuinfort och Terius Nash) - 3:42
2. Diamonds (Sia Furler, Benjamin Levin, Mikkel S. Eriksen och Tor Erik Hermansen) - 3:45
3. Numb med Eminem (Sam Dew, Warren Felder, Ronald "Flip" Colson, Eminem, Kanye West, Aldrin Davis och Connie Mitchell) - 3:25
4. Pour It Up (Michael Williams, Theron Thomas och Timothy Thomas) - 2:41
5. Loveeeeeee Song med Future (Future och Denisea "Blue June" Andrews) - 4:16
6. Jump (Kevin Cossum, Eriksen, Hermansen, Williams, Milton, Kennard, Stephen Garrett, Elgin Lumpkin och Timothy Mosely) - 4:24
7. Right Now med David Guetta (David Guetta, Mikkel S. Eriksen, Tor Erik Hermansen, Shaffer Smith, Ester Dean, Giorgio Tuinfort, Nick Rotteveel och Terius Nash) - 3:01
8. What Now (Olivia Waithe, Parker Ighile och Nathan Cassells) - 4:03
9. Stay med Mikky Ekko (Mikky Ekko, Justin Parker och Elof Loelv) - 4:00
10. Nobody's Business med Chris Brown (Terius Nash, Carlos McKinney och Michael Jackson) - 3:36
11. Love Without Tragedy / Mother Mary (Terius Nash och Carlos McKinney) - 6:58
12. Get It Over With (James Fauntleroy och Brian Seals) - 3:31
13. No Love Allowed (Sean Fenton, Alexander Izquierdo, Ernest Wilson och Steve Wyreman) - 4:09
14. Lost In Paradise (Ester Dean, Mikkel S. Eriksen, Tor Erik Hermansen och T McKenzie) - 3:35

Bonuslåtar på Deluxe Edition
15. Half Of Me (Emeli Sandé, Mikkel S. Eriksen, Tor Erik Hermansen, Shahid Khan och Adele) - 3:12 

16. Diamonds (Dave Audé 100 Extended) (Sia Furler, Benjamin Levin, Mikkel S. Eriksen och Tor Erik Hermansen) - 5:03 

17. Diamonds (Gregor Salto Downtempo Remix) (Sia Furler, Benjamin Levin, Mikkel S. Eriksen och Tor Erik Hermansen) - 4:29

## Singlar
- Diamonds (Släpptes den 27 september 2012)
- Stay med Mikky Ekko (Släpptes den 7 januari 2013)
- Pour It Up (Släpptes 8 januari 2013)
- Right Now med David Guetta (Släpptes 28 maj 2013)
- What Now (Släpptes 17 september 2013)